# Sickelsjö vinäpple
Sickelsjö vinäpple är landskapsäpple för Närke.
Sickelsjö Vinäpple, ett äpple som odlats i mer än 150 år i landskapet och beskrevs av Gustaf Lind i hans bok ”Svensk Frukt” från 1920-talet. Sorten blev därefter rätt mycket spridd. Moderträdet flyttades in i trädgården vid Sickelsjö på 1850-talet. Om detta träd var en upphittad kärnsådd är inte känt.
Trädet anses friskt, härdigt och växer kraftigt. Frukten är framförallt lämplig i hushållet. Skördas i september, kan användas direkt och håller kort tid. Zon 2–3.
Pollineras av samtidigt blommande äppelsorter.